# Orden Civil de África
La Orden Civil de África fue una distinción civil española, en vigor durante la Segunda República —de 1933 a 1939— y el Franquismo —desde 1950 hasta que es abolida en 1977—.

## Historia
La Orden de África tuvo dos periodos de vigencia, uno entre 1933 y 1939, durante la Segunda República, y otro durante la dictadura, ya que fue recuperada en 1950. Tenía por objeto recompensar actuaciones consideradas meritorias y beneficiosas para el interés general, que fueran realizadas en los territorios españoles situados en el continente africano por funcionarios civiles o militares, metropolitanos o indígenas. En el año 1977 dejó de concederse.

## Grados
Esta recompensa contó con varias categorías, en su primera etapa fueron: 
- Gran Cruz
- Encomienda
- Oficial
- Caballero
- Medalla de Plata
- Medalla de Bronce.

Durante la segunda etapa las modalidades de esta orden variaron respecto a la anterior, siendo sus diferentes grados: 

Pasador de Gran Cruz de la Orden de África.

- Gran Cruz
- Encomienda con Placa
- Encomienda
- Oficial
- Cruz de Caballero[1]
- Cruz de Plata.